# Prefektura Aomori

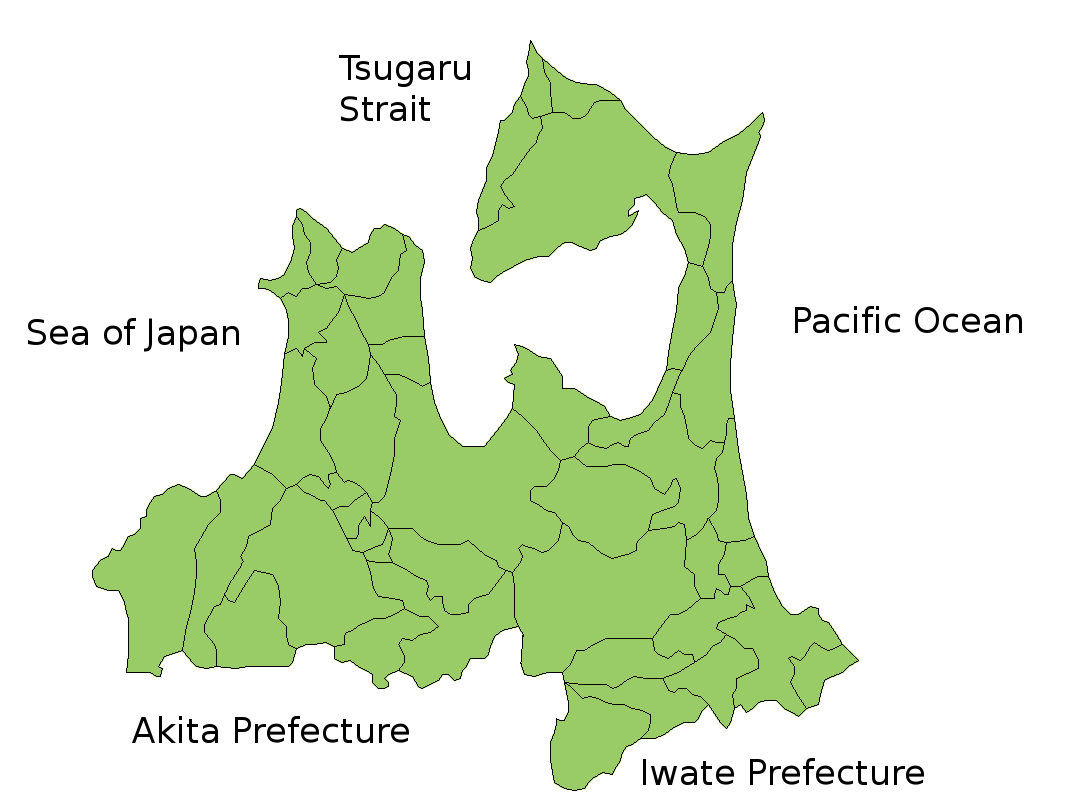
Mapa prefektury Aomori

Prefektura Aomori (japonsky: 青森県, Aomori-ken) je jednou ze 47 prefektur Japonska. Nachází se v regionu Tóhoku na ostrově Honšú. Hlavním městem je Aomori.
Prefektura má rozlohu 9 606,26 km² a k 1. říjnu 2005 měla 1 436 628 obyvatel.

## Města
V prefektuře Aomori je 10 velkých měst (市, ši):
| - Aomori (青森, hlavní město) - Cugaru (つがる) - Gošogawara (五所川原) - Hačinohe (八戸) - Hirakawa (平川) - Hirosaki (弘前) - Kuroiši (黒石) - Misawa (三沢) - Mucu (むつ) - Towada (十和田) |

### Okresy (郡,gun)
Dále je zde 8 okresů (郡, -gun) a v nich následující městečka (町, -mači, v případě Oirase, Nambu a Hašikami -čó) a vsi (村. -mura):
| - Higašicugaru (東津軽郡) - Hiranai (平内町) - Imabecu (今別町) - Sotogahana (外ヶ浜町) - Jomogita (蓬田村) - Nišicugaru (西津軽郡) - Adžigasawa (鰺ヶ沢町) - Fukaura (深浦町) - Nakacugaru (中津軽郡) - Nišimeja (西目屋村) - Minamicugaru (南津軽郡) - Fudžisaki (藤崎町) - Ówani (大鰐町) - Inakadate (田舎館村) - Kitacugaru (北津軽郡) - Itajanagi (板柳町) - Curuta (鶴田町) - Nakadomari (中泊町) - Kitacugaru (上北津軽郡) - Nohedži (野辺地町) - Šičinohe (七戸町) - Rokunohe (六戸町) - Jokohama (横浜町) - Tóhoku (東北町) - Oirase (-čó) (おいらせ町) - Rokkašo (六ヶ所村) - Šimokitacugaru (下北津軽郡) - Óma (大間町) - Higašidóri (東通村) - Kazamaura (風間浦村) - Sai (佐井村) - Sannohe (三戸郡) - Sannohe (三戸町) - Gonohe (五戸町) - Takko (田子町) - Nambu (-čó) (南部町) (od 1.1.2006, vznikl sloučením Nambumači (南部町), Nagawamači (名川町) a Fukučimura (福地村)) - Hašikami (-čó) (階上町) - Šingó (新郷村) |